# Aurillac
Aurillac (Orlhac en occitano, Ourlhat en alvernés, Orlhac o Aorlhac en occitano medieval) es una comuna y ciudad de Francia, perteneciente al departamento de Cantal, en la región de Auvernia-Ródano-Alpes. Es la prefectura (capital) del departamento y la subprefectura (capital) del distrito de Aurillac. En 2007 contaba con 28 943 habitantes.

## Geografía
Aurillac limita con las comunas de Arpajon-sur-Cère, Giou-de-Mamou, Naucelles, Saint-Simon e Ytrac.

Localización de la comuna de Aurillac en el departamento de Cantal

| Noroeste: Naucelles | Norte: Saint-Simon    | Noreste: Saint-Simon      |
| Oeste: Ytrac        |                       | Este: Giou-de-Mamou       |
| Suroeste: Ytrac     | Sur: Arpajon-sur-Cère | Sureste: Arpajon-sur-Cère |

### Clima
| Parámetros climáticos promedio de Aurillac en el periodo 1981-2010                                                                                               | Parámetros climáticos promedio de Aurillac en el periodo 1981-2010 | Parámetros climáticos promedio de Aurillac en el periodo 1981-2010 | Parámetros climáticos promedio de Aurillac en el periodo 1981-2010 | Parámetros climáticos promedio de Aurillac en el periodo 1981-2010 | Parámetros climáticos promedio de Aurillac en el periodo 1981-2010 | Parámetros climáticos promedio de Aurillac en el periodo 1981-2010 | Parámetros climáticos promedio de Aurillac en el periodo 1981-2010 | Parámetros climáticos promedio de Aurillac en el periodo 1981-2010 | Parámetros climáticos promedio de Aurillac en el periodo 1981-2010 | Parámetros climáticos promedio de Aurillac en el periodo 1981-2010 | Parámetros climáticos promedio de Aurillac en el periodo 1981-2010 | Parámetros climáticos promedio de Aurillac en el periodo 1981-2010 | Parámetros climáticos promedio de Aurillac en el periodo 1981-2010 |
| Mes | Ene.                                                               | Feb.                                                               | Mar.                                                               | Abr.                                                               | May.                                                               | Jun.                                                               | Jul.                                                               | Ago.                                                               | Sep.                                                               | Oct.                                                               | Nov.                                                               | Dic.                                                               | Anual                                                              |
| --- | ------------------------------------------------------------------ | ------------------------------------------------------------------ | ------------------------------------------------------------------ | ------------------------------------------------------------------ | ------------------------------------------------------------------ | ------------------------------------------------------------------ | ------------------------------------------------------------------ | ------------------------------------------------------------------ | ------------------------------------------------------------------ | ------------------------------------------------------------------ | ------------------------------------------------------------------ | ------------------------------------------------------------------ | ------------------------------------------------------------------ |
| Temp. máx. media (°C) | 6.7                                                                | 7.9                                                                | 11.2                                                               | 13.7                                                               | 17.8                                                               | 21.5                                                               | 24.3                                                               | 24.0                                                               | 20.3                                                               | 16.0                                                               | 10.4                                                               | 7.5                                                                | 15.1                                                               |
| Temp. mín. media (°C) | -1.0                                                               | -0.8                                                               | 1.3                                                                | 3.4                                                                | 7.3                                                                | 10.1                                                               | 12.2                                                               | 11.9                                                               | 8.9                                                                | 6.7                                                                | 2.3                                                                | -0.2                                                               | 5.2                                                                |
| Precipitación total (mm) | 91.7                                                               | 83.2                                                               | 84.7                                                               | 115.5                                                              | 118.4                                                              | 88.7                                                               | 67.1                                                               | 84.2                                                               | 109.3                                                              | 114.3                                                              | 108.7                                                              | 108.2                                                              | 1174.0                                                             |
| Días de precipitaciones (≥ 1 mm) | 12                                                                 | 11                                                                 | 11                                                                 | 12                                                                 | 13                                                                 | 10                                                                 | 8                                                                  | 10                                                                 | 9                                                                  | 11                                                                 | 12                                                                 | 12                                                                 | 131                                                                |
| Horas de sol | 110                                                                | 127                                                                | 177                                                                | 179                                                                | 210                                                                | 242                                                                | 268                                                                | 249                                                                | 206                                                                | 149                                                                | 100                                                                | 100                                                                | 2118                                                               |
| Fuente: MeteoFrance. Datos de precipitación y temperatura para el periodo 1981-2010 y de insolación para el periodo 1991-2010 en Aurillac 8 de noviembre de 2012 |                                                                    |                                                                    |                                                                    |                                                                    |                                                                    |                                                                    |                                                                    |                                                                    |                                                                    |                                                                    |                                                                    |                                                                    |                                                                    |

## Demografía
| 10 470 | 10 357 | 10 523 | 9 190 | 9 753 | 10 889 | 9 609 | 10 917 | 9 846 | 9 831 | 10 998 | 11 098 | 11 211 | 13 727 | 14 613 | 15 824 | 16 886 | 17 459 | 17 772 | 18 036 | 16 389 | 17 153 | 17 643 | 19 041 | 22 174 | 22 224 | 24 563 | 28 226 | 30 863 | 30 963 | 30 773 | 30 551 | 28 943 |
| Para los censos de 1962 a 1999 la población legal corresponde a la población sin duplicidades (Fuente: INSEE [Consultar]) |        |        |       |       |        |       |        |       |       |        |        |        |        |        |        |        |        |        |        |        |        |        |        |        |        |        |        |        |        |        |        |        |

## Personajes famosos
- Gerberto de Aurillac, el papa Silvestre II.